# قسم كاوة آهنغر الريفي (مقاطعة تشادغان)
قسم كاوة آهنغر الريفي (بالفارسية: دهستان کاوه آهنگر) هي منطقة سكنية تقع في البلدة المركزية في إيران. يقدر عدد سكانها بـ 5,884 نسمة .